# Trichotropis subsuratus
Trichotropis subsuratus är en snäckart. Trichotropis subsuratus ingår i släktet Trichotropis och familjen toppmössor. Inga underarter finns listade i Catalogue of Life.